# Kvucat Javne
Kvucat Javne (hebrejsky קְבוּצַת יַבְנֶה, v oficiálním přepisu do angličtiny Qevuzat Yavne, přepisováno též Kvutzat Yavne) je vesnice typu kibuc v Izraeli, v Centrálním distriktu, v Oblastní radě Chevel Javne.

## Geografie
Leží v nadmořské výšce 53 metrů v hustě osídlené a zemědělsky intenzivně využívané pobřežní nížině.
Obec se nachází 7 kilometrů od břehu Středozemního moře, cca 29 kilometrů jihojihozápadně od centra Tel Avivu, cca 48 kilometrů západně od historického jádra Jeruzalému a 5 kilometrů severovýchodně od přístavního města Ašdod. Kvucat Javne obývají Židé, přičemž osídlení v tomto regionu je etnicky převážně židovské.
Kvucat Javne je na dopravní síť napojen pomocí dálnicí číslo 41, která se západně od obce kříží s dálnicí číslo 42 a dálnicí číslo 4. Paralelně s dálnicí číslo 4 vede i železniční trať z Javne směrem do Ašdodu a Aškelonu.

## Dějiny
Kvucat Javne byl založen v roce 1941. Zakladatelská osadnická skupina se zformovala již roku 1931 poblíž města Petach Tikva a nazývala se Kibuc Rodgias (קיבוץ רודגס). Tvořili ji zejména Židé z Německa. Po deseti letech v provizorní lokalitě se osadníci přesunuli do nynějšího místa a přejmenovali ho podle starověkého židovského města Javne, které poblíž stávalo (a které bylo znovu osídleno Židy až po roce 1948). Kibuc je napojen na náboženskou organizaci kibuců ha-Kibuc ha-Dati.
Koncem 40. let měl kibuc rozlohu katastrálního území 3 441 dunamů (3,441 kilometru čtverečního).
Místní ekonomika je založena na zemědělství a průmyslu. Sídlí tu potravinářská firma na výrobu olivového oleje, sterilované zeleniny apod. Dále i podnik na výrobu hodinek. V kibucu působí zařízení předškolní péče o děti, dále základní a střední škola regionálního charakteru. V areálu kibucu se nachází rovněž náboženské vzdělávací komplexy Kerem be-Javne a Giv'at Washington. Sídlí tu i úřady Oblastní rady Chevel Javne, zdravotní středisko, knihovna a synagoga.

## Demografie
Podle údajů z roku 2014 tvořili naprostou většinu obyvatel v Kvucat Javne Židé (včetně statistické kategorie "ostatní", která zahrnuje nearabské obyvatele židovského původu ale bez formální příslušnosti k židovskému náboženství).
Jde o menší obec vesnického typu s dlouhodobě stagnující populací. K 31. prosinci 2014 zde žilo 957 lidí. Během roku 2014 populace stoupla o 6,2 %.
| Rok            | 1948 | 1961 | 1972 | 1983 | 1995 | 2001 | 2003 | 2004 | 2005 | 2006 | 2007 | 2008 | 2009 | 2010 | 2011 | 2012 | 2013 | 2014 |
| -------------- | ---- | ---- | ---- | ---- | ---- | ---- | ---- | ---- | ---- | ---- | ---- | ---- | ---- | ---- | ---- | ---- | ---- | ---- |
| Počet obyvatel | 468  | 706  | 754  | 738  | 1052 | 1000 | 1046 | 1052 | 1054 | 1050 | 1100 | 1056 | 942  | 963  | 955  | 939  | 901  | 957  |